# Zoantharia
A Zoantharia a virágállatok (Anthozoa) osztályába és a hatosztatú virágállatok (Hexacorallia) alosztályába tartozó rend.

## Rendszerezés
A rendbe az alábbi 2 alrend és 9 család tartozik:
- Brachycnemina Haddon & Shackleton, 1891
  - Neozoanthidae Herberts, 1972
  - Sphenopidae Hertwig, 1882
  - Zoanthidae Rafinesque, 1815
- Macrocnemina Haddon & Shackleton, 1891
  - Epizoanthidae Delage & Hérouard, 1901
  - Hydrozoanthidae Sinniger, Reimer & Pawlowski, 2010
  - Microzoanthidae Fujii & Reimer, 2011
  - Nanozoanthidae Fujii & Reimer, 2013
  - Parazoanthidae Delage & Hérouard, 1901

- incertae sedis (az alábbi család nincs alrendbe foglalva):
  - Abyssoanthidae Reimer & Fujiwara in Reimer, Sinniger, Fujiwara, Hirano & Maruyama, 2007